# Skate Canada International 2016
Skate Canada International 2016 fue la segunda competición del Grand Prix de patinaje artístico sobre hielo de la temporada 2016-2017. Tuvo lugar en Mississauga, Ontario, Canadá, entre el 28 y el 30 de octubre de 2016. Organizada por la federación de patinaje sobre hielo de Canadá, la competición sirvió de clasificatorio para la final del Grand Prix.

## Resultados

### Patinaje individual masculino
| Clasificación | Nombre           | País            | Total  | Programa corto | Programa corto | Programa libre | Programa libre |
| ------------- | ---------------- | --------------- | ------ | -------------- | -------------- | -------------- | -------------- |
| 1             | Patrick Chan     | Canadá          | 266,95 | 1              | 90,56          | 2              | 176,39         |
| 2             | Yuzuru Hanyu     | Japón           | 263,06 | 4              | 79,65          | 1              | 183,41         |
| 3             | Kevin Reynolds   | Canadá          | 245,06 | 3              | 80,57          | 3              | 164,49         |
| 4             | Michal Březina   | República Checa | 227,42 | 9              | 70,36          | 4              | 157,06         |
| 5             | Daniel Samohin   | Israel          | 226,53 | 5              | 74,62          | 7              | 151,91         |
| 6             | Misha Ge         | Uzbekistán      | 226,07 | 7              | 72,30          | 5              | 153,77         |
| 7             | Aleksandr Petrov | Rusia           | 224,39 | 8              | 71,50          | 6              | 152,89         |
| 8             | Takahito Mura    | Japón           | 222,13 | 2              | 81,24          | 9              | 140,89         |
| 9             | Liam Firus       | Canadá          | 210,89 | 10             | 70,09          | 10             | 140,80         |
| 10            | Yan Han          | China           | 209,11 | 6              | 72,86          | 11             | 136,25         |
| 11            | Grant Hochstein  | Estados Unidos  | 204,69 | 12             | 60,20          | 8              | 144,49         |
| 12            | Ross Miner       | Estados Unidos  | 196,53 | 11             | 63,92          | 12             | 132,61         |

### Patinaje individual femenino
| Clasificación | Nombre                  | País           | Total  | Programa corto | Programa corto | Programa libre | Programa libre |
| ------------- | ----------------------- | -------------- | ------ | -------------- | -------------- | -------------- | -------------- |
| 1             | Yevguéniya Medvédeva    | Rusia          | 220,65 | 1              | 76,24          | 1              | 144,41         |
| 2             | Kaetlyn Osmond          | Canadá         | 206,45 | 2              | 74,33          | 2              | 132,12         |
| 3             | Satoko Miyahara         | Japón          | 192,08 | 5              | 65,24          | 3              | 126,84         |
| 4             | Yelizaveta Tuktamysheva | Rusia          | 187,99 | 3              | 66,79          | 5              | 121,20         |
| 5             | Alaine Chartrand        | Canadá         | 185,56 | 6              | 62,15          | 4              | 123,41         |
| 6             | Rika Hongo              | Japón          | 171,19 | 4              | 65,75          | 8              | 105,44         |
| 7             | Choi Da-bin             | Corea del Sur  | 165,78 | 8              | 53,29          | 6              | 112,49         |
| 8             | Kim Na-hyun             | Corea del Sur  | 164,48 | 7              | 60,46          | 9              | 104,02         |
| 9             | Mirai Nagasu            | Estados Unidos | 151,42 | 9              | 53,19          | 11             | 98,23          |
| 10            | Joshi Helgesson         | Suecia         | 149,77 | 10             | 49,72          | 10             | 100,05         |
| 11            | Yūka Nagai              | Japón          | 147,56 | 11             | 40,39          | 7              | 107,17         |

### Patinaje en parejas
| Clasificación | Nombre                                 | País           | Total  | Programa corto | Programa corto | Programa libre | Programa libre |
| ------------- | -------------------------------------- | -------------- | ------ | -------------- | -------------- | -------------- | -------------- |
| 1             | Meagan Duhamel / Eric Radford          | Canadá         | 218,30 | 1              | 78,39          | 1              | 139,91         |
| 2             | Yu Xiaoyu / Zhang Hao                  | China          | 202,08 | 2              | 69,43          | 2              | 132,65         |
| 3             | Lubov Ilyushechkina / Dylan Moscovitch | Canadá         | 190,22 | 3              | 67,53          | 3              | 122,69         |
| 4             | Haven Denney / Brandon Frazier         | Estados Unidos | 188,23 | 4              | 66,50          | 4              | 121,73         |
| 5             | Yuko Kavaguti / Aleksandr Smirnov      | Rusia          | 182,75 | 5              | 64,40          | 6              | 118,35         |
| 6             | Nicole Della Monica / Matteo Guarise   | Italia         | 178,67 | 6              | 59,25          | 5              | 119,42         |
| 7             | Brittany Jones / Joshua Reagan         | Canadá         | 151,68 | 7              | 54,23          | 7              | 97,45          |

### Danza sobre hielo
| Clasificación | Nombre                                       | País           | Total  | Danza corta | Danza corta | Danza libre | Danza libre |
| ------------- | -------------------------------------------- | -------------- | ------ | ----------- | ----------- | ----------- | ----------- |
| 1             | Tessa Virtue / Scott Moir                    | Canadá         | 189,06 | 1           | 77,23       | 2           | 111,83      |
| 2             | Madison Chock / Evan Bates                   | Estados Unidos | 188,24 | 2           | 76,21       | 1           | 112,03      |
| 3             | Piper Gilles / Paul Poirier                  | Canadá         | 182,57 | 3           | 72,12       | 3           | 110,45      |
| 4             | Anna Cappellini / Luca Lanotte               | Italia         | 180,35 | 4           | 71,08       | 4           | 109,27      |
| 5             | Aleksandra Stepanova / Iván Bukin            | Rusia          | 168,10 | 5           | 68,12       | 5           | 99,98       |
| 6             | Kaitlin Hawayek / Jean-Luc Baker             | Estados Unidos | 162,19 | 6           | 65,01       | 6           | 97,18       |
| 7             | Laurence Fournier Beaudry / Nikolaj Sørensen | Dinamarca      | 156,71 | 7           | 62,63       | 7           | 94,08       |
| 8             | Alexandra Paul / Mitchell Islam              | Canadá         | 144,85 | 8           | 58,83       | 9           | 86,02       |
| 9             | Wang Shiyue / Liu Xinyu                      | China          | 144,16 | 9           | 57,86       | 8           | 86,30       |
| 10            | Cecilia Törn / Jussiville Partanen           | Finlandia      | 139,14 | 10          | 56,98       | 10          | 82,16       |